# Boeing Model 40
Boeing Model 40 byl americký jednomotorový dvouplošný poštovní a dopravní letoun s pevným záďovým podvozkem.

## Vznik
Letoun Boeing 40 vznikl jako reakce Williama E. Boeinga, majitele leteckého závodu v Seattlu, na rozhodnutí federální pošty z konce roku 1926 rozdělit soukromým podnikatelům transkontinentální leteckou poštovní linku New York-Los Angeles.
Boeing zadal konstruktérovi Clairu Egtvedtovi přípravu vhodného letounu, který měl již od července 1925 připraven poštovní dvouplošník Boeing Model 40 s řadovým motorem Liberty 12 o výkonu 330 kW pro soutěž poštovní správy. Sám Boeing pak jednal s poštovní správou o přidělení západní trasy Chicago-Los Angeles.

## Vývoj

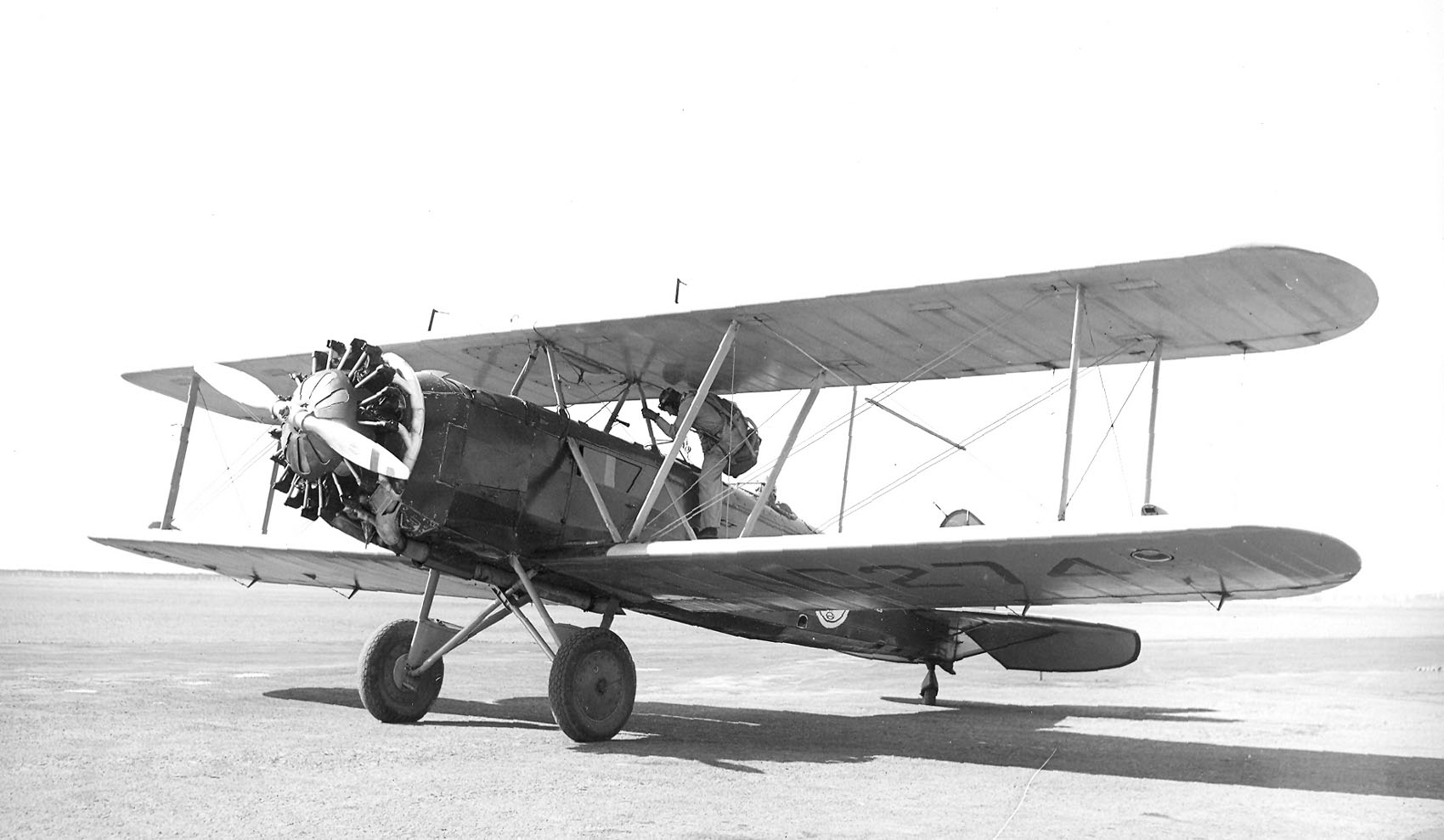
Boeing Model 40B

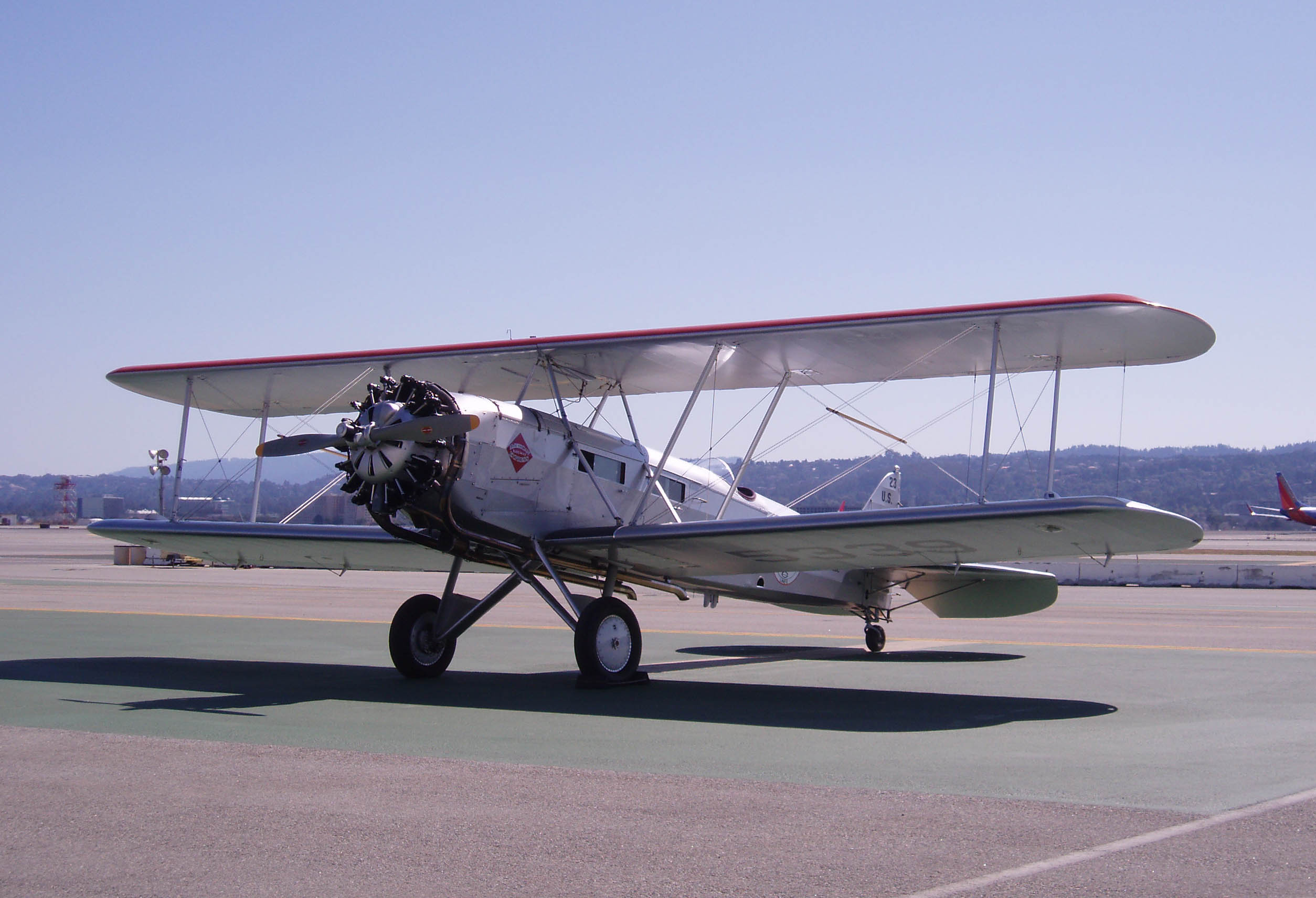
Boeing Model 40C

W. E. Boeing doporučil přepracování letounu pro ekonomičtější a modernější hvězdicový motor s menší hmotností a uvolnění prostoru pro dvoumístnou kabinu cestujících. Vznikl tak Boeing Model 40A poháněný vzduchem chlazeným devítiválcem Pratt & Whitney R-1340 Wasp o 300 kW, zalétaný 20. května 1927.
Společnost Boeing přepracovala devatenáct svých letounů Model 40A na Boeing Model 40B s pohonnými jednotkami Pratt & Whitney R-1690 Hornet o výkonu 368 kW. Do provozu byly uvolněny v únoru 1928, kdy již měl každý za sebou v průměru 1400 letových hodin.
Zvýšený zájem o přepravu cestujících vedl ke konstrukci verze Boeing Model 40C se čtyřmístnou kabinou pro pasažéry a motory Wasp B o výkonu 330 kW.
Většina z letounů 40C v roce 1929 prošla v mateřské továrně přestavbou na verzi Boeing Model 40B-4 se zdokonalenou čtyřmístnou kabinou cestujících. Poskytovala lepší izolaci proti chladu a hluku, elektrické osvětlení a ventilaci. Poslední stroje, produkované do roku 1931, byly standardně vybaveny prstencovými motorovými kryty Townend, které snižovaly odpor vzduchu, rádiem a rozšířeným přístrojovým vybavením.

## Nasazení

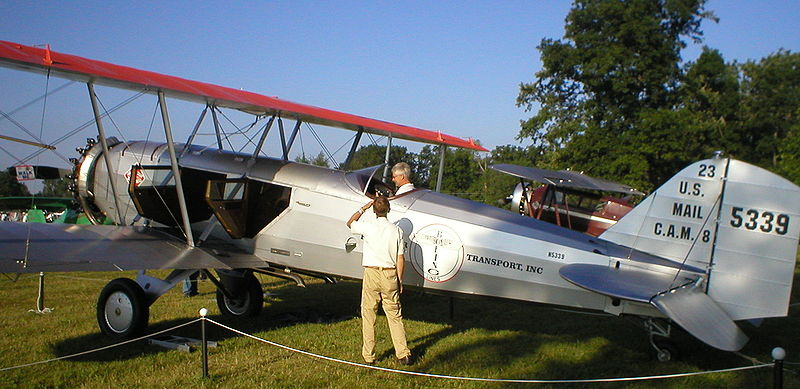
Boeing Model 40C

Zahájení provozu Boeingovy soukromé poštovní letecké linky proběhlo podle plánu 1. července 1927, avšak pouze s jedním strojem 40A. Od půlnoci 30. července 1927 již do služby vstoupilo všech plánovaných 24 letounů, které za dva roky přepravily 1300 t pošty a 6000 cestujících.
Od července 1928 zahájilo provoz devět letounů 40C, které létaly ze Salt Lake City do Seattlu a San Diega. Desátý vyrobený letoun používala letecká společnost National Park Airways.
Téměř polovina letecké pošty, přepravené v USA v letech 1927-31, prošla oddílem letounů Boeing Model 40.

## Specifikace (Model 40B-4)

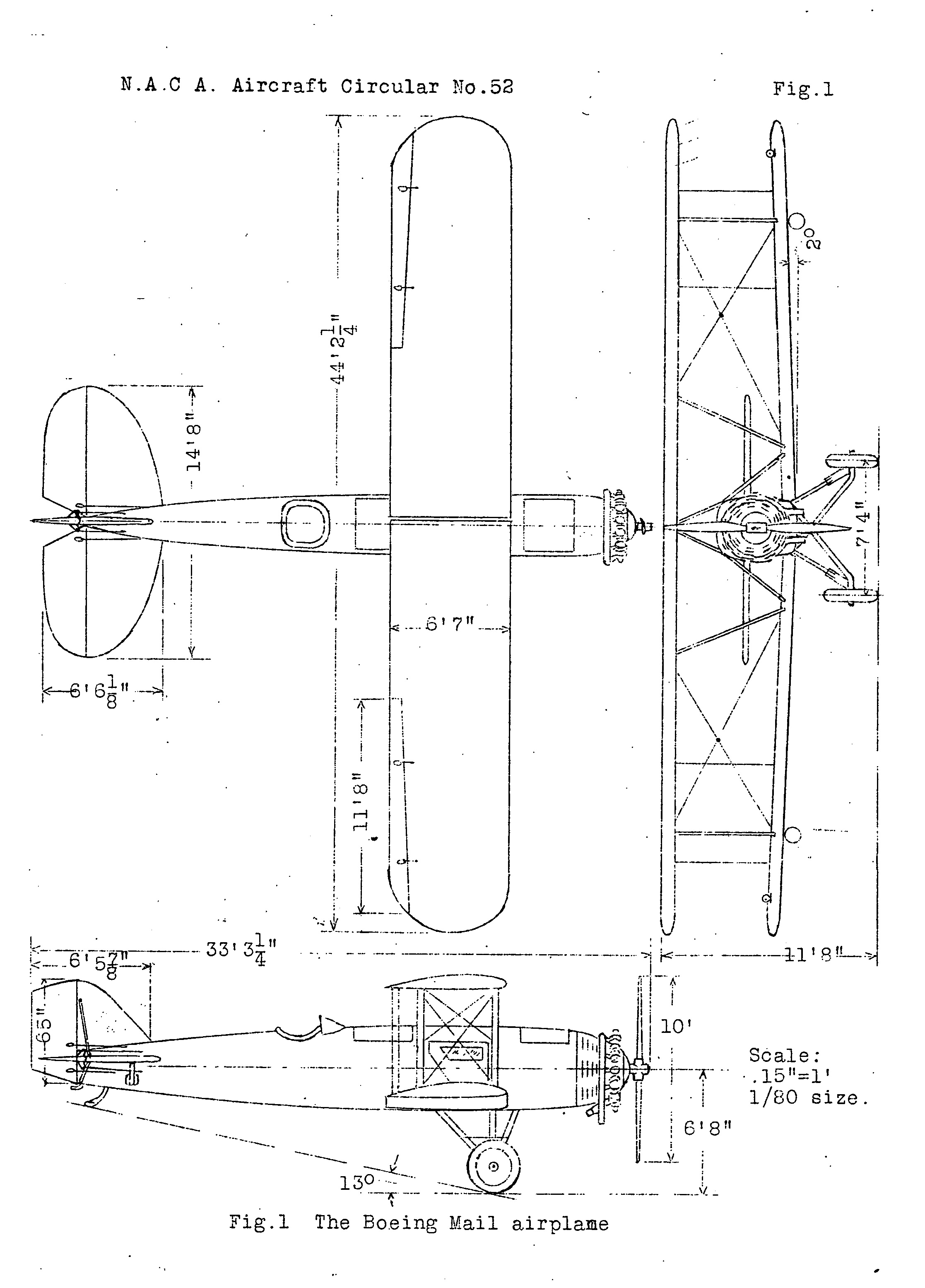
Třípohledový nákres

Údaje podle

### Technické údaje
- Osádka:
- Kapacita:
- Rozpětí: 13,50 m
- Délka: 10,10 m
- Nosná plocha: 50,70 m²
- Prázdná hmotnost: 1730 kg
- Vzletová hmotnost: 2760 kg
- Pohonná jednotka:
- Výkon pohonné jednotky:

### Výkony
- Maximální rychlost: 220 km/h
- Cestovní rychlost: 185 km/h
- Stoupavost u země: 4,1 m/s
- Dostup: 4600 m
- Dolet: 925 km